# قصر باربيريني
قصر باربيريني هو قصر من القرن السابع عشر في روما،إيطاليا.